# Autismspektrumtillstånd
Autismspektrumtillstånd (AST), (ibland ASD, från engelskans Autism Spectrum Disorder) är en neuropsykiatrisk diagnos. Diagnosen innebär funktionsnedsättning kopplat till förståelse av sociala kommunikativa och social interaktioner, och repetitivt begränsande beteende.
Före DSM-5 och ICD-11 var autismspektrumtillstånd en kategori av olika diagnoser. Idag klassas de istället på ett spektrum, baserat på vilken typ av stöd som personen behöver, och hur omfattande det stödet är. Spektrumet är indelat i typ 1-2 utan intellektuell funktionsnedsättning, samt typ 1-3 med intellektuell funktionsnedsättning.
Vad man idag kallar autismspektrumtillstånd är en ny diagnos, och skall inte förväxlas med vad som i DSM-IV omfattades av genomgripande störning i utvecklingen. Den nya autismspektrumdiagnosen innefattar exempelvis inte Retts syndrom. Den nya diagnosen innefattar också andra diagnoser, som förut sågs som separata från autismspektrumet. I äldre texter (från före 2012) så kan autismspektrumtillstånd ibland användas som en synonym till ”genomgripande störning i utvecklingen” vilket kan vara förvirrande, men den nya definitionen har alltså helt nya diagnoskriterier, inkompatibla med den gamla.
Funktionsgraden bland personer med AST varierar. Vissa klarar av att leva helt självständigt medan andra behöver mer eller mindre stöd med aspekter av tillvaron. Eftersom det inte är en sjukdom finns det heller inget botemedel mot AST. De symtom som kan påverka livskvalitén negativt kan lindras genom terapi, yttre stöd, hjälpmedel och anpassningar. 

## Beskrivning
För att kunna bli diagnostiserad med autismspektrumtillstånd måste personen på ett varaktigt sätt avvika från normaliteten inom följande dimensioner:

### Social interaktionsförmåga
De flesta barn går genom faser av olika snabb social utveckling. För en diagnos så måste det finnas bestående avvikelser från vad som utgör normala interaktioner. Dessa beteenden måste avvika från vad som vanligen förekommer i personens åldersgrupp, plats i livet, och sociala kontext. Vissa normalfungerande personer kan uppvisa blyghet, eller ett behov av att ”värma upp” till nya människor, detta beteendet är inte grund för diagnos. Det skall finnas varaktiga svårigheter med ömsesidigt socialt samspel. Det kan exempelvis handla om svårigheter vid fantasilekar, samlek och lekkoder. Individen är mindre benägen att dela med sig av känslor, upplevelser och intressen. Många har nedsatt mimik och använder i mindre utsträckning gester vid kommunikation med andra. Barn har nedsatt förmåga men inte alltid nedsatt intresse för socialt umgänge med andra.

### Social kommunikationsförmåga
Barn utvecklar språk i väldigt olika takt, och till olika nivå. De flesta barn med sen språkutveckling kommer ifatt sin åldersgrupp. Sen språkutveckling är inte tillräckligt för en diagnos, så länge det inte också förekommer tecken på ett ointresse i social kontakt, och nedsatt interaktionsförmåga.
För att kunna diagnostiseras med autismspektrumtillstånd måste personen ha bestående problem med att förstå sociala situationer, och använda lämpligt språkbruk för situationen.

### Repetitivt och begränsat beteende
Många barn går genom faser av repetitivt och begränsat beteende. För att diagnostiseras så måste det finnas bestående repetitiva, begränsade beteenden, och rutiner hos personen. Starka specialintressen är inte i sig själv en grund för diagnos. Vid autism är intressena ofta ovanligt intensiva och fokuserade. Typiskt är också svårigheter med förändring av rutiner och övergångar till andra aktiviteter samt nya situationer.

### Vanligt förekommande svårigheter
- Svårigheter att använda och förstå språket
- Svårigheter i relationen med andra människor
- Svårigheter med förändringar i miljön och det dagliga flödet
- Repetitiva kroppsrörelser och andra stereotypa beteenden

## Diagnostik

### Klassificering
Autismspektrumtillstånd definieras idag som ett spektrum i olika nivåer, baserade på patientens behov av stöd.
| •                                       | Med mild eller ingen språkavvikelse | Med nedsatt språkavvikelse | Med avsaknad, eller nära till avsaknad, av språk |
| --------------------------------------- | ----------------------------------- | -------------------------- | ------------------------------------------------ |
| Utan intellektuell funktionsnedsättning | 6A02.0                              | 6A02.2                     | finns ej                                         |
| Med intellektuell funktionsnedsättning  | 6A02.1                              | 6A02.3                     | 6A02.5                                           |

Utöver dessa så har också ICD-11 ytterligare fyra diagnosalternativ:
- 6A02.Y Annat specifikt autismspektrumtillstånd, får ej användas om tillståndet beskrivs av en av koderna i tabellen.
- 6A02.Z Autismspektrumtillstånd, ospecificerad. Får användas endast om patientens tillstånd ej är känt.
- 6A02.x0 utan förlust av tidigare inskaffade förmågor (progressiv autism).
- 6A02.x1 med förlust av tidigare inskaffade förmågor (regressiv autism).

En person ges utifrån detta också en ”nivå”/typ-klassificering enligt följande:
- nivå-X socialt samspel och kommunikation.
- nivå-X repetitivt och begränsat beteende.

Där autism nivå-1 innebär lättare behov av stöd från omgivningen, och autism nivå-3 innebär  omfattande behov av stöd från omgivningen.
Det är vanligt att autism nivå-1 kallas högfungerande autism, och autism nivå-3 kallas lågfungerande autism. Detta är dock inte en officiell beteckning för nivån/typen. Nivåerna betecknar vilken typ av stödinsatser som generellt behövs, och inte nödvändigtvis patientens nuvarande tillstånd, eftersom detta kan variera över tid och situation.

### Differentialdiagnoser
AST kan ibland upplevas likt andra diagnoser. Denna delen går igenom den diagnostiska gränsen mellan AST, och andra diagnoser.

#### Intellektuell funktionsnedsättning
AST kan förekomma samtidigt som intellektuell funktionsnedsättning.
Människor med intellektuell funktionsnedsättning har ofta följande problem:
- Svårigheter att föreställa sig saker i tanken. Det kan handla om svårigheter att skriva, räkna och läsa.

- Socialt samspel. Exempelvis svårigheter i ömsesidigt umgänge med andra. Man kan ha svårt att bedöma andra människor och situationer.[2]
- Svårighet att klara av vardagliga saker som att sköta hygien, städa och att sköta sin ekonomi.[5]

För att ta reda på om det föreligger intellektuell funktionsnedsättning görs standardiserade begåvningstester vid utredningar av neuropsykiatriska funktionsnedsättningar. Diagnosen intellektuell funktionsnedsättning ställs om en person har mer än två standardavvikelser under normalvärden (IK<70) vid ett standardiserat och normerat begåvningstest. Personens adaptiva förmågor skall också ligga på motsvarande nivå (punktlista ovan). Utöver detta behöver samtliga krav för AST-diagnos vara uppfyllda om man skall få båda diagnoserna.
På grund av att både intellektuell funktionsnedsättning och AST kan innebära vissa svårigheter att hantera situationer, så bör en utredning om AST i kombination med intellektuell funktionsnedsättning prioritera praktiska aspekter av de båda diagnoserna. Det kan röra sig om beteenden, och socialt bemötande, och ömsesidighet i lek samt andra sociala situationer.

#### Primär (pragmatisk) kommunikationsstörning
Detta är en ny diagnos differentialdiagnos till Autism i DSM-5. Den kan komma att sättas på individer som tidigare fick diagnosen autismliknande tillstånd. Men enligt Svenska föreningen för barn- och ungdomspsykiatri är det inte säkert att denna diagnos går att skilja från Autism och därför bör användas med försiktighet. Detta en riktlinje i Sverige och synen på detta kan därför skilja sig.
Personer med social kommunikationsstörning har problem med att förstå språk och placera det i en social kontext. Men i detta ingår inte begränsningar i beteenden och intressen. Olikt personer med AST, så kan vanligtvis en person med kommunikationsstörning initiera en social situation, och svara på ett korrekt sätt. En person med kommunikationsstörning har också förmågan att läsa av känslomässiga uttryck, och hantera dem på ett sätt som uppfattas som korrekt i den specifika åldern, och sociala kontexten.
En primär pragmatisk kommunikationsstörning bör oftast inte kombineras med en AST diagnos, då språkproblem kan vara en del av AST. Däremot kan andra varianter av språknedsättning diagnostiseras med AST.

#### Motorisk koordinationsstörning
Motorisk koordinationsstörning är ett vanligt tillstånd som drabbar cirka 8 procent av alla pojkar och 2 procent av alla flickor. Tillståndet är mycket vanligt förekommande vid tillstånd som sammanfattas av begreppet ESSENCE (benämning på alla utvecklingsneurologiska och neuropsykiatriska störningar). Symptomen är:
- balansproblem
- koordinationssvårigheter
- nedsatt finmotorik
- grovmotorisk klumpighet
- muskulär hypotoni, låg tonus i muskulatur[8]

Personer med AST undviker oftast uppgifter som kräver avancerad motorkontroll, exempelvis bollsport. Detta förklaras oftast bäst genom ett ointresse för situationer som kräver avancerad motorkontroll, än en kronisk nedsättning i motorkontroll.
Ifall det finns tecken på motorisk koordinationsstörning kan AST kombineras med diagnosen.

### Psykiatrisk komorbiditet
Ungefär 75-90 procent av alla som får en autismdiagnos uppfyller vid något tillfälle även en annan psykiatrisk diagnos. Nedan är vanliga:
- Ångesttillstånd
- ADHD
- Tvångssyndrom
- Trotssyndrom

Men det har också visat sig vara vanligare att även ha annan psykisk sjukdom. Exempelvis förekommer ätstörningar som anorexia nervosa och undvikande/restriktiv ätstörning (ARFID) oftare hos autister än hos övriga befolkningen.

#### ADHD
Specifika avvikelser i koncentrationsförmåga (ex. att vara överfokuserad, eller lättdistraherad), impulsiv, samt fysisk hyperaktivitet observeras ofta bland personer med AST. Personer med ADHD uppvisar dock inte genomgående problem med att initiera och upprätthålla social kommunikation och ömsesidiga sociala interaktioner. Personer med ADHD uppvisar inte heller genomgående begränsat beteende.
De två diagnoserna kan samexistera och får ges i kombination ifall samtliga diagnostiska kriterier är uppfyllda. För vissa personer med både autism och ADHD är ADHD-symtomen så markanta att de kan riskera att överskugga autism-symtomen.

#### Social ångest
Social ångest innebär att en person upplever stark rädsla och ångest kopplat till andra människors dömande. Det är vanligt att personer med social ångest, vid umgänge med personer de känner sig trygga med, kan hantera sociala situationer normalt. Den sociala ångesten leder ofta till undvikande av sociala situationer, vilket bidrar till att förstärka sjukdomen
Personer med AST kan uppleva social ångest, men de uppvisar också mer genomgående brister i social initieringsförmåga, samt förmåga att upprätthålla en ömsesidig social kontakt, på ett sätt som personer med social ångestsyndrom inte har problem med.
Genomgående begränsat, repeterat, och oflexibelt beteende är inte en del av social ångestsyndrom. Likaså är inte heller begränsningar i intressen eller aktiviteter en del av socialt ångestsyndrom.

### Övrigt om definition
I svensk lagstiftning används begreppet autismliknande tillstånd om de diagnoser som är besläktade med autism.

## Sensoriska avvikelser
Personer med autismspektrumtillstånd (ASD) beskriver ofta att de reagerar annorlunda än personer utan ASD på sensoriska intryck. Ofta handlar det om en överkänslighet för hörsel-, smak-, lukt-, syn- och känselintryck. Överkänslighet för ljud och ljus kan handla om svårigheter att filtrera syn och hörselintryck. Vad gäller smak kan avvikelser i denna modalitet innebära att enbart viss mat uppskattas och att kosten således blir restriktiv. Känslighet vad gäller taktila (känsel) intryck kan innebära undvikande av beröring samt att bekväma kläder föredras. Hos andra individer med ASD kan sensoriska avvikelser dock innebära det motsatta dvs. underkänslighet för taktila intryck såsom att inte känna av smärta, eller ett begränsat intag av vissa ljud- och ljusintryck. Det är inte heller ovanligt att samma person kan vara överkänslig för en sensorisk modalitet men underkänslig för en annan.
I en studie som inkluderade 208 barn diagnostiserade med ASD i åldrarna 20-54 månader konstaterades att 76% av barnen uppvisade åtminstone en tydlig sensorisk avvikelse. I hela gruppen var underkänslighet för smärta och överkänslighet för ljud, de modaliteter som var mest påverkade (se Figur 1). I denna studie fann man även att kognitiv nivå och språkutveckling inte påverkade antalet sensoriska avvikelser. Däremot fann man att symtom som vanligen associeras med autism såsom tå-gång, sömnproblem, självskada och restriktivitet kring mat kunde relateras till förekomsten av sensoriska avvikelser. I en annan studie noterades att 90% av barnen med ASD uppvisade sensoriska avvikelser i flera sensoriska domäner. Resultaten i denna studie tyder således på att individer med autism vanligtvis inte bara har avvikelser i en sensorisk domän men ofta i två eller tre. I ytterligare en annan studie har man sett att sensoriska avvikelser minskade med åldern på alla områden förutom överkänslighet för taktila (känsel) intryck.
Trots att personer med ASD-diagnos ofta uppvisar olika kliniska sjukdomsbilder går det att hos de allra flesta att hitta symtom på sensoriska avvikelser. Trots detta ingår inte sensoriska avvikelser som något diagnoskriterium för ASD, men många studier på ämnet pekar på att detta kan komma att ändras i framtiden. Sensoriska avvikelser är också de symtom som under de första två åren i livet mest tydligt särskiljer barn med ASD från barn med andra utvecklingsrelaterade funktionsnedsättningar. Denna kunskap kan således vara viktig just för att tidigt skilja ut ASD från andra utvecklingsrelaterade funktionsnedsättningar och på så vis möjliggöra tidiga och anpassade interventioner. Fokus på sensoriska avvikelser vid utredning och diagnostisering kan möjliggöra att personer med ASD får hjälp att anpassa miljön efter dessa avvikelser. Eftersom personer med ASD inte alltid har förmågan att uttrycka vad dessa avvikelser innebär för dem, är denna hjälp betydande. Utan denna hjälp kommer personen antagligen fortsätta att utsättas och utsätta sig själv för sensoriska intryck som kan skapa starka stressreaktioner.

## Autism i Sverige

### Diagnosticering
För att diagnosen autismspektrumtillstånd ska kunna ställas behöver en neuropsykiatrisk utredning genomgås. Ofta kan diagnosen ställas i tidig barndom, från ungefär två års ålder. I Sverige kan olika aktörer genomföra en neuropsykiatrisk utredning:
- Vuxenpsykiatrisk mottagning
- Barn- och ungdomspsykiatrisk (BUP) mottagning
- Habiliteringen
- Olika privata vårdgivare

I Stockholms läns landsting genomför vuxenpsykiatrin utredningen på vuxna medan barn- och ungdomspsykiatrin (BUP) genomför utredningen på barn.
Statens beredning för medicinsk utvärdering (SBU), myndigheten som utvärderar behandlingsmetoder inom svensk sjukvård, har funnit vetenskapligt stöd för endast 2 av 14 diagnostiska instrument: Autism Diagnostic Interview-Revised (ADI-R) och Social Communication Questionnaire (SCQ) för autismspektrumtillstånd. I fråga om övriga diagnostiska metoder är det vetenskapliga underlaget otillräckligt för att dra några slutsatser om deras tillförlitlighet.
Eftersom instrumenten inte är tillräckligt utvärderade finns det skäl att låta den diagnostiska processen ligga kvar inom den specialiserade vården, skriver SBU.[när?] Det är viktigt att vården följer upp användningen av de diagnostiska instrumenten och skattningsformulären.

### Behandling
Behandlingen av de som diagnosticerats med autism går framför allt ut på stödjande utbildning till den drabbade, personens familj och i skola, och sociala insatser. Det finns särskilt anpassade klasser i grundskola och gymnasieprogram som utgår från de svårigheter som funktionsnedsättningen medför. Personer i social isolering kan ansöka om hjälp i kommunen och få en kontaktperson på fritiden att prata med för att motverka ensamheten.
Många olika insatser och behandlingar, förutom läkemedel, används idag, men kunskapen om deras nytta, risker och kostnader måste förbättras. SBU har identifierat 25 olika insatser och behandlingsmetoder som används vid autismspektrumtillstånd. Det vetenskapliga underlaget för att bedöma effekterna av dessa är otillräckligt. Träning som innefattar kombination av flera metoder är en vanlig form av insats i Sverige, men effekten har inte studerats.
SBU framhåller också att delaktigheten för personer med autismspektrumtillstånd och deras anhöriga behöver förbättras. Deras egna uppfattningar om vård och skola bör efterfrågas i större utsträckning. Idag kan personer med autismspektrumtillstånd och deras anhöriga uppleva stigmatisering, social isolering, otillräckliga kunskaper hos vård och skolpersonal, resursbrist och maktlöshet. Tidig diagnostik kan motverka stigmatisering. Det är viktigt att bristande delaktighet inte hindrar vårdens och skolans strävan att nå god kommunikation och kontakt. Det är också viktigt att rikta särskild uppmärksamhet till syskon, som annars kan få svårigheter med sociala relationer och ibland även utsättas för skrämmande och våldsamt beteende. Den vetenskapliga kunskapen kring betydelsen av delaktighet vid autismspektrumtillstånd kan förbättras avsevärt.
Socialstyrelsen kom 2022 ut med nya riktlinjer. De lyfter vikten av tidiga anpassningar och att utredningar inte skall väntas med. De skriver att autismspektrumtillstånd innebär stor svårighetsgrad, baserat på bedömning av risk för förtida död, ytterligare sjukdom eller funktionsnedsättning och sänkt livskvalitet (s.12).

## Orsaker
Det har funnits många teorier om vad som orsakar autismspektrumtillstånd. Förklaringsmodellerna har varit både psykoanalytiska, endokrina och psykosociala. En tidig teori var att autism orsakades av känslomässigt kalla mödrar, kylskåpsmammorna. Detta var ett synsätt som hade sitt ursprung från forskare som exempelvis Leo Kanner och Adolf Meyer. Synsättet var vanligt under 1970-talet. Men redan i slutet av 1970-talet började stark evidens från tvillingstudier komma som motbevisade detta. En annan förklaringsmodell var att tillståndet uppkommer när fostret utsatts för ovanligt höga mängder testosteron. Det har dock blivit alltmer etablerat att autismspektrumtillstånd i hög grad är ärftliga. 
En studie som publicerades 2019 kunde påvisa upp till 80-procentig ärftlighet för autismspektrumtillstånd. Stöd för påverkan under fosterstadiet kunde inte hittas. Variationer mellan länder existerar men är små. I Norden var heritabiliteten cirka 80 procent. Studien är den största i sitt slag och inkluderar 2 miljoner människor i 5 länder. Detta är något som också visats tidigare i stora tvillingstudier, exempelvis visades i denna artikel från 2017 med 37570 tvillingpar födda i Sverige mellan 1982 och 2006, att heritabiliteten var cirka 82 procent.  Det är visat att autistiska drag är normalfördelade i befolkning, där människor som får diagnos befinner sig i den övre änden.

## Komorbiditet
Det är vanligare att personer med autism också lider av epilepsi än övriga befolkningen. Det handlar då ofta om tidigt debuterande epilepsi, och kan också uppkomma tillsammans med intellektuella handikapp. Intellektuella handikapp utan epilepsi förekommer också oftare bland barn med autism. Det finns vidare en samsjuklighet med ADHD, men i synnerhet vid ADHD-C (kombinerad typ) finns en överlappning mellan symtombilderna. Många personer med tuberös skleros har också autism, men orsaken är inte förstådd. Autism är vanligt förekommande vid fragil X-syndromet.
Med autism följer ofta psykiska störningar. Dit hör ångeststörningar, affektiva störningar och tvångssyndrom. Förutom ADHD förekommer Tourettes syndrom oftare vid autism.